# Čibitka
La Čibitka (in russo  Чибитка?) è un fiume nella parte asiatica della Russia, affluente di destra della Čuja. Scorre nella Siberia meridionale, nell'Ulaganskij rajon della Repubblica dell'Altaj. 

## Descrizione

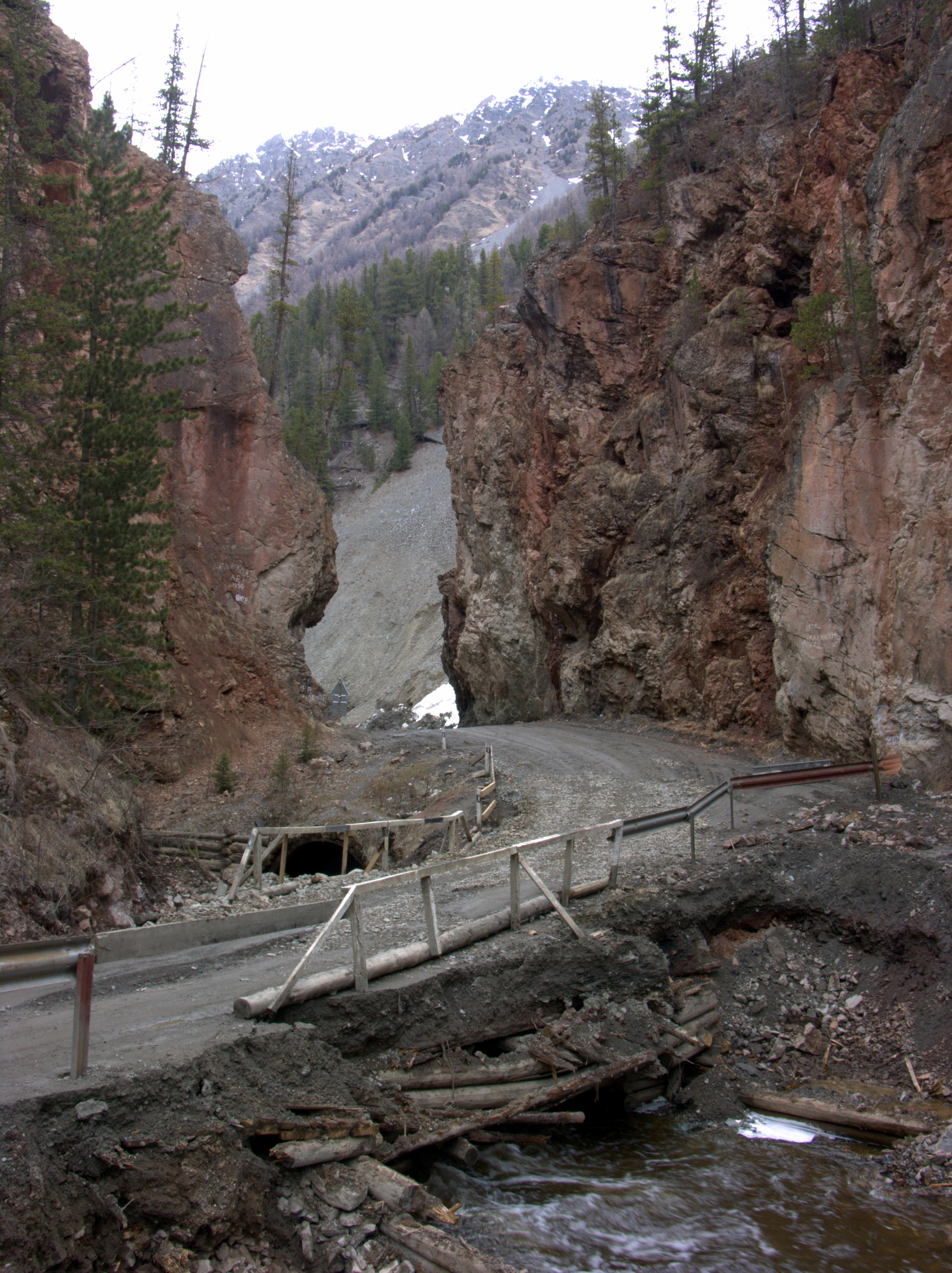
Il passaggio "porta rossa"

Il fiume, che ha una lunghezza di 39 km, ha origine dai monti Kurajskij e scende nella parte meridionale dell'altopiano Ulaganskoe (Улаганское плато). Passa tra le catene montuose degli Ajgulakskij (Айгулакский хребет) e dei Kurajskij, dove forma il lago Čejbekkël' (озеро Чейбеккёль). Poco a sud del lago, la Čibitka passa attraverso un forte restringimento della valle formato da rocce di colore rossastro, chiamato «Krasnye Vorota» (Красные Ворота, che significa "porta rossa"). Il fiume incontra poi il villaggio di Aktaš e quindi quello di Čibit (Чибит) dove si immette nella Čuja, 77 km prima che questa sfoci nel Katun'.